# Copa Intercontinental Sub-20 de 2022
A Copa Intercontinental Sub-20 de 2022 (português brasileiro) ou Taça Intercontinental Sub-20 de 2022 (português europeu) foi a edição inaugural da Copa Intercontinental Sub-20 da UEFA–CONMEBOL, uma partida de futebol organizada pela Confederação Sul-Americana de Futebol (CONMEBOL) e pela União das Associações Europeias de Futebol (UEFA) entre os vencedores da Copa Libertadores Sub-20 e da Liga Jovem da UEFA. A CONMEBOL é responsável pela organização principal desta edição.
A Copa Intercontinental Sub-20 foi inaugurada oficialmente, a 2 de junho de 2022, como parte do memorando de entendimento UEFA-CONMEBOL.
A partida única foi disputada, em 21 de agosto de 2022, no Estádio Centenario, em Montevidéu, no Uruguai, entre o time uruguaio Peñarol, campeão da Copa Libertadores Sub-20 de 2022, e o time português Benfica, campeão da Liga Jovem da UEFA de 2021–22. A partida foi também um replay da Copa Intercontinental de 1961, onde o Peñarol venceu o Benfica, após três jogos.
O Benfica venceu o Peñarol por 1–0, no Uruguai, tornando-se no primeiro vencedor da competição.

## Equipes
| Clube   | Classificação                               |
| ------- | ------------------------------------------- |
| Peñarol | Campeão da Copa Libertadores Sub-20 de 2022 |
| Benfica | Campeão da Liga Jovem da UEFA de 2021–22    |

## Árbitros
A equipe de arbitragem foi nomeada pelo Comitê de Arbitragem da CONMEBOL e da UEFA, e é formada por Derlis López (árbitro), Roberto Cañete e José Villagra (árbitros assistentes) do Paraguai e José Méndez (quarto árbitro), Germán Delfino (VAR) e Maximiliano Del Yesso (AVAR) da Argentina. Apenas árbitros na Lista de Árbitros Internacionais da FIFA eram elegíveis (artigos 28 e 29 do Regulamento).

## Partida
| 21 de agosto  | Peñarol | 0 – 1         | Benfica    | Estádio Centenario, Montevidéu            |
| 16:30 (UTC−3) |         | CONMEBOL UEFA | Semedo 69' | Público: 40 579 Árbitro: PAR Derlis López |

| Peñarol | Benfica |

| G                   | 12 | Randall Rodríguez    |     |     |
| LD                  | 2  | Joaquín Ferreira     |     |     |
| Z                   | 6  | Matías González      |     |     |
| Z                   | 3  | Agustín Rodríguez    |     |     |
| LE                  | 5  | Mathías De Ritis     |     |     |
| M                   | 14 | Damián García        | 52' |     |
| M                   | 18 | Braulio Guisolfo     |     | 73' |
| M                   | 16 | Nicolás Rossi        |     |     |
| A                   | 19 | Santiago Homenchenko |     | 89' |
| A                   | 15 | Máximo Alonso        |     | 79' |
| A                   | 9  | Óscar Cruz           |     | 73' |
| Reservas:           |    |                      |     |     |
| G                   | 1  | Kevin Morgan         |     |     |
| Z                   | 4  | Luciano Fernández    |     |     |
| Z                   | 17 | Alexis Piegas        |     |     |
| Z                   | 22 | Thiago Espinosa      |     |     |
| M                   | 8  | Ademir Silva         |     |     |
| M                   | 10 | Matías Ferreira      |     | 73' |
| M                   | 11 | Brian Mansilla       |     | 79' |
| M                   | 20 | Mateo Carrizo        |     | 89' |
| M                   | 21 | Santiago Álvez       |     |     |
| A                   | 7  | Diego Méndez         |     |     |
| A                   | 13 | Santiago Díaz        |     | 73' |
| Treinador:          |    |                      |     |     |
| Juan Manuel Olivera |    |                      |     |     |

| G           | 24 | Samuel Soares       |       |     |
| LD          | 71 | João Tomé           |       | 86' |
| Z           | 44 | Adrian Bajrami      |       |     |
| Z           | 62 | Lenny Lacroix       |       |     |
| LE          | 65 | Rafael Rodrigues    |       |     |
| M           | 73 | Cher N'Dour         |       | 74' |
| M           | 74 | Žan Jevšenak        | 81'   | 86' |
| M           | 87 | João Neves          |       |     |
| A           | 52 | Henrique Pereira    |       | 74' |
| A           | 51 | João Resende        |       | 64' |
| A           | 96 | Diego Moreira       |       |     |
| Reservas:   |    |                     |       |     |
| G           | 75 | André Gomes         |       |     |
| G           | 92 | Pedro Souza         |       |     |
| Z           | 78 | Francisco Domingues |       | 86' |
| Z           | 82 | Martim Ferreira     |       |     |
| M           | 60 | Nuno Félix          | 90+5' | 86' |
| M           | 76 | Martim Neto         | 90+3' | 74' |
| M           | 79 | Diogo Nascimento    |       |     |
| M           | 86 | Diogo Prioste       |       |     |
| A           | 46 | Gerson Sousa        |       | 74' |
| A           | 90 | Luís Semedo         |       | 64' |
| A           | 97 | Ricardo Nóbrega     |       |     |
| Treinador:  |    |                     |       |     |
| Luís Castro |    |                     |       |     |

| Bandeirinhas: PAR Roberto Cañete PAR José Villagra 4.º árbitro: PAR José Méndez Árbitro assistente de vídeo: ARG Germán Delfino Auxiliar do Árbitro assistente de vídeo: ARG Maximiliano Del Yesso | Regras da partida: - 90 minutes - Não haverá prorrogação - Caso ocorra empate no tempo normal, haverá disputa por pênaltis - Escalação de até 11 substitutos - Máximo de cinco substituições, sendo que cada equipe poderá fazer três paradas para substituições, sem considerar o intervalo entre os tempos |

## Premiação
| Copa Intercontinental Sub-20 de 2022 |
| Portugal                             |
| ------------------------------------ |
| BENFICA Campeão (1.º título)         |